# Melodifestivalen 1990
Melodifestivalen 1990 var den 30:e upplagan av musiktävlingen Melodifestivalen och samtidigt Sveriges uttagning till Eurovision Song Contest 1990. 
Finalen hölls på Rondo i Göteborg den 9 mars 1990 där melodin "Som en vind" framförd av gruppen Edin-Ådahl, vann genom att ha fått högst totalpoäng av jurygrupperna. Efter ett år i Stockholm fick Göteborg äran att stå värd igen, men inte Lisebergshallen som tidigare utan dansrestaurangen Rondo, som firade femtioårsjubileum. Sveriges Television valde att behålla systemet med en finalkväll i en tävlingsomgång, som man infört året innan. 
Som en vind representerade sedan Sverige i ESC 1990 som arrangerades i Zagreb i Jugoslavien den 5 maj 1990.

## Tävlingsupplägg[1]

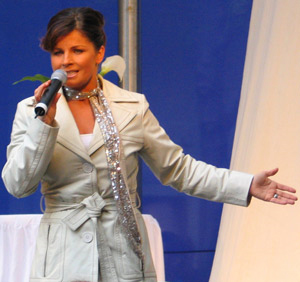
Carola Häggkvist återkom till Melodifestivalen efter sin seger 1983. Hon slutade på andra plats i den svenska finalen. Bilden är från 2005.

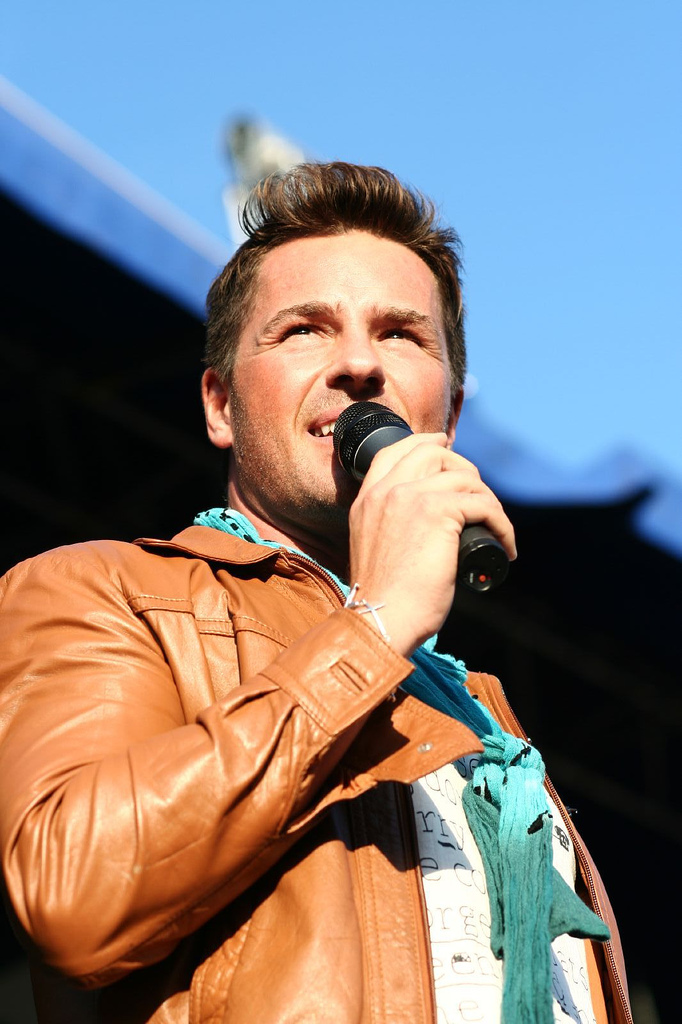
Peter Jöback debuterade det här året och blev näst sist i den svenska finalen. Bild från 2007.

Formatet för tävlingen med tio bidrag i endast en tävlingsomgång behölls även det här året och det gjordes en allmän inskickning av bidrag. Återigen krävdes det inte att bidragen skulle gå genom ett musikförlag. Hur många bidrag som skickades in är inte känt. 
Carin Hjulström, som valts till programledare, fick kritik i dagstidningarna efter festivalen för att ha lett den på ett olämpligt sätt. Bland annat svor hon skämtsamt åt kapellmästaren Curt-Eric Holmquist med orden Vad fan gör du då här?, när Curt-Eric indirekt hade medgivit att orkestern mer eller mindre kunde sköta sig själv. Till detta gjorde hon även fel under omröstningen och sa bl.a. vid ett tillfälle Jag vet faktiskt inte riktigt vad jag ska göra.
Carola Häggkvist som vann festivalen 1983 gjorde comeback det här året, vilket blev mycket uppmärksammat i media eftersom hon då var med i församlingen Livets Ord i Uppsala och hade gjort kontroversiella uttalanden. Under hennes framförande slogs TV-sändarna i Nacka ut, vilket gjorde att hushåll i Stockholm utan kabel-TV inte kunde se sändningen. I en intervju i Aftonbladet dagen efter uteslöt inte Häggkvist att det var ett sabotage riktat mot just henne. Dock visade det sig snabbt att det bara var ett elektriskt fel. En nykomling i festivalen blev den då 18-årige Peter Jöback som tänkte satsa på musiken efter sin utbildning. Han återkom som tävlande i festivalen exakt tjugo år senare.

### Återkommande artister
| Artist               | Tidigare år (med placering) (Melodifestivalen) | Tidigare år (med placering) (ESC) |
| -------------------- | ---------------------------------------------- | --------------------------------- |
| Carola Häggkvist     | 1983 (1:a)                                     | 1983 (3:a)                        |
| Elisabeth Andreasson | 19811 (2:a), 19821 (1:a), 1984 (6:a)           | 19821 (8:a), (19852 (1:a))        |
| Lotta Engberg        | 19843 (2:a), 1987 (1:a), 19884 (3:a)           | 1987 (12:a)                       |
| Sofia Källgren       | 19895 (7:a)                                    | –                                 |

1 1981 deltog Elisabeth Andreasson som medlem i gruppen Sweets 'n Chips och 1982 tillsammans med Kikki Danielsson i duon Chips.

2 1985 tävlade Elisabeth Andreasson tillsammans med Hanne Krogh, i duon Bobbysocks för Norge, då Sverige arrangerade ESC-finalen.

3 1984 framträdde Lotta Engberg, då med efternamnet Pedersen, i duett tillsammans med Göran Folkestad.

4 1988 framträdde Lotta Engberg tillsammans med gruppen Triple & Touch.

5 1989 framträdde Sofia Källgren med gruppen Visitors.

## Finalkvällen
Finalen av festivalen 1990 direktsändes i TV2 den 9 mars 1990 kl. 21.00-22.30 från Rondo i Göteborg. Programledare var Carin Hjulström och kapellmästare var Curt-Eric Holmquist. Kören bestod av Pernilla Emme, Peter Hallström, Katarina Millton och Peeter Wiik. 
Finalen hade samma upplägg som året innan: elva jurygrupper som representerade varsin stad hade hela makten att avgöra finalens utgång. Eftersom bidragen bara tävlade i en omgång användes poängmallen från Eurovision Song Contest (1-8, 10 och 12 poäng) vilket gjorde att alla bidrag fick minst ett poäng per jurygrupp. Precis som året innan hade varje jurygrupp tre parametrar att förhålla sig till. För det första skulle lika många män som kvinnor utgöra gruppen (totalt tio personer). För det andra skulle minst fyra i gruppen vara musikkunniga, resten allmänhet. Till sist skulle minst fyra personer vara mellan 16 och 30 år, tre personer mellan 30 och 45 år och tre personer vara mellan 45 och 60 år. Vid parameter två och tre spelade det ingen roll om alla var män, kvinnor eller både män och kvinnor.

### Startlista
Nedan listas de tävlande bidragen i startordningen.
| Nr | Artist               | Låt                      | Upphovsmän (Text & musik)                                                                              |
| -- | -------------------- | ------------------------ | --- |
| 1  | Elisabeth Andreasson | Jag ser en stjärna falla | Peter Stedt (tm)                                                                                       |
| 2  | Peter Jöback         | En sensation             | Christer Lundh (t), Mikael Wendt (m)                                                                   |
| 3  | Lizette Pålsson      | Sången över havet        | Hans Skoog (t), Martin Klaman (m)                                                                      |
| 4  | N'Gang               | Vi vill ha värme         | Mikael Erlandsson (tm), Robert Ardin (tm), Peter Andersson (m), Niklas Börjesson (m), Lars Sandrén (m) |
| 5  | Lotta Engberg        | En gång till             | Christer Lundh (t), Mikael Wendt (m)                                                                   |
| 6  | Lisbet Jagedal       | Varje natt               | Ingela 'Pling' Forsman (t), Lasse Holm (m)                                                             |
| 7  | Loa Falkman          | Symfonin                 | Elisabeth Lord (t), Tommy Gunnarsson (m)                                                               |
| 8  | Carola Häggkvist     | Mitt i ett äventyr       | Stephan Berg (tm)                                                                                      |
| 9  | Edin-Ådahl           | Som en vind              | Mikael Wendt (tm)                                                                                      |
| 10 | Sofia Källgren       | Handen på hjärtat        | Ingela 'Pling' Forsman (t), Lasse Holm (m)                                                             |

### Poäng och placeringar
| Nr | Låt                      | Malmö | Luleå | Umeå | Sunds- vall | Falun | Karl- stad | Örebro | Stholm | Norr- köping | Växjö | Gbg | Summa | Plac. |
| -- | ------------------------ | ----- | ----- | ---- | ----------- | ----- | ---------- | ------ | ------ | ------------ | ----- | --- | ----- | ----- |
| 1  | Jag ser en stjärna falla | 6     | 1     | 3    | 8           | 1     | 7          | 2      | 8      | 2            | 3     | 12  | 53    | 7     |
| 2  | En sensation             | 5     | 4     | 1    | 1           | 4     | 1          | 6      | 4      | 7            | 6     | 4   | 43    | 9     |
| 3  | Sången över havet        | 3     | 5     | 6    | 6           | 5     | 8          | 7      | 5      | 1            | 8     | 2   | 56    | 6     |
| 4  | Vi vill ha värme         | 12    | 12    | 12   | 3           | 2     | 5          | 4      | 1      | 10           | 2     | 10  | 73    | 5     |
| 5  | En gång till             | 2     | 3     | 7    | 12          | 3     | 4          | 3      | 3      | 5            | 4     | 3   | 49    | 8     |
| 6  | Varje natt               | 4     | 10    | 8    | 10          | 6     | 6          | 8      | 6      | 8            | 5     | 5   | 76    | 3     |
| 7  | Symfonin                 | 1     | 2     | 2    | 4           | 10    | 2          | 1      | 2      | 4            | 1     | 1   | 30    | 10    |
| 8  | Mitt i ett äventyr       | 8     | 8     | 4    | 2           | 12    | 10         | 12     | 7      | 6            | 7     | 8   | 84    | 2     |
| 9  | Som en vind              | 10    | 6     | 5    | 5           | 8     | 12         | 10     | 12     | 12           | 12    | 7   | 99    | 1     |
| 10 | Handen på hjärtat        | 7     | 7     | 10   | 7           | 7     | 3          | 5      | 10     | 3            | 10    | 6   | 75    | 4     |

### Juryuppläsare
- Malmö: Kåge Gimtell
- Luleå: Anita Lovén
- Umeå: Agneta Karlsson
- Sundsvall: Maritta Selin
- Falun: Christina Wiklund
- Karlstad: Ulf Schenkmanis
- Örebro: Benny Lawin
- Stockholm: John Chrispinsson
- Norrköping: Larz-Thure Ljungdahl
- Växjö: Gunilla Marcus-Luboff
- Göteborg: Jan Ellerås

## Eurovision Song Contest
Jugoslavien hade fått sin första vinst i Eurovisionen i Schweiz året innan och därför fick unionen stå värd för det här årets Eurovision Song Contest. Tävlingen förlades till Zagreb (i nuvarande Kroatien) den 5 maj 1990. Inga nya länder gjorde debut eller återkom, varför det blev lika många länder som deltog det här året som föregående år, hela tjugotvå stycken.
Finalkvällen fick utstå hård kritik. Först och främst var det många som klagade på höga biljettpriser. Sedan skedde också tekniska missöden i inledningen, eftersom man det här året använde sig av en kombination av orkester och förinspelad musik. När Spanien som gick ut allra först skulle börja, blev det fel på den förinspelade musiken och orkestern kom i otakt. När man insåg att det inte skulle hålla bröts framträdandet och Spanien fick (efter många om och men) sjunga om sin låt. Det var första gången detta hade skett i Eurovisionen. Det har hittills inte hänt igen att man tvingats avbryta ett pågående bidrag, dock har vissa länder fått sjunga om efter att sista landet har spelat (bl a Spanien tjugo år senare).
Sverige gick ut som nummer arton (av tjugotvå länder) och slutade efter juryöverläggningarna på sextonde plats med 24 poäng. Italien tog hem segern med hela 149 poäng och för första gången fick två länder dela på andraplatsen: Frankrike och Irland med vardera 132 poäng. Hade dagens poängregler gällt hade Frankrike blivit tvåa och Irland trea, eftersom Frankrike fick sex stycken tolvor men Irland bara två. Allra sist hamnade Finland, vars representant sjöng på svenska, och Norge som bara fick åtta poäng var.

### Fotnoter
1. ↑  ”Melodifestivalen 1990”. Sveriges Television. Arkiverad från originalet den 18 april 2013. https://archive.is/20130418102747/http://www.svt.se/melodifestivalen/ommelodifestivalen/melodifestivalen-1990. Läst 22 oktober 2012.